# Irish Cup 1884-85
Irish Cup 1884–85 var den femte udgave af Irish Cup, og turneringen blev vundet af Distillery FC, som dermed vandt turneringen for anden sæson i træk og dermed blev den første klub, der med succes forsvarede titlen.
Finalen blev spillet den 21. marts 1885 på Ulster Ground i Ballynafeigh, Belfast, og den blev vundet af Distillery FC, som besejrede Limavady FC med 2-0. Limavady FC havde vundet sin semifinale mod Cliftonville FC med 2-1, mens de forsvarende mestre Distillery FC var oversiddere i semifinalerne.

## Udvalgte resultater

### Semifinale
| Dato | Kamp                          | Res. |
| ---- | ----------------------------- | ---- |
|      | Limavady FC – Cliftonville FC | 2–1  |

### Finale
| Dato  | Kamp                        | Res. | Spillested                           |
| ----- | --------------------------- | ---- | ------------------------------------ |
| 21.3. | Distillery FC – Limavady FC | 2–0  | Ulster Ground, Ballynafeigh, Belfast |